# Saint-Gervais-du-Perron
Saint-Gervais-du-Perron es una comuna francesa situada en el departamento de Orne, en la región de Normandía.

## Demografía
| 297 | 227 | 222 | 249 | 293 | 283 | 351 |
| Para los censos de 1962 a 1999 la población legal corresponde a la población sin duplicidades (Fuente: INSEE [Consultar]) |     |     |     |     |     |     |